# Ouled Dahmane
Ouled Dahmane (em árabe: أولاد دحمان) é uma cidade e comuna localizada na província de Bordj Bou Arreridj, Argélia. Segundo o censo de 2008, a população total da cidade era de 16 501 habitantes.